# Bartosz Prokopowicz
Bartosz Prokopowicz (ur. 24 lipca 1972 w Łodzi) – polski operator filmowy i reżyser.

## Życiorys
W 1995 ukończył studia na Wydziale Operatorskim PWSFTviT w Łodzi. Współtwórca filmów, takich jak Komornik, Jak to się robi z dziewczynami, Przedwiośnie, Dług, Strefa ciszy i Kochaj i tańcz oraz reżyser filmów Chemia, Narzeczony na niby i Nic na siłę.
Syn drugiego reżysera Waldemara Prokopowicza oraz starszy brat operatora Jeremiego Prokopowicza. Z żoną Magdaleną ma syna, Leona.

## Wyróżnienia
- W 1999 roku otrzymał nagrodę w ramach wydarzenia Koszaliński Festiwal Debiutów Filmowych „Młodzi i Film” za kształt wizualny filmu Torowisko[1].
- W 1999 roku uzyskał wyróżnienie na festiwalu „Najnowsze Kino Polskie” za zdjęcia do filmu Dług[1].
- W 2005 roku dostał nagrodę za zdjęcia do filmu Komornik na Festiwalu Polskich Filmów Fabularnych[1].